# Parafia Świętych Apostołów Piotra i Pawła w Cyganach
Parafia Świętych Apostołów Piotra i Pawła w Cyganach – parafia rzymskokatolicka, znajdująca się w archidiecezji lwowskiej, w dekanacie Czortków. W parafii posługują księża archidiecezjalni. Według stanu na marzec 2024 w parafii posługiwali księża z parafii Trójcy Przenajświętszej w Borszczowie.